# Ꞓ (латиница)
Ꞓ, ꞓ (C с перекладиной) — буква расширенной латиницы, использовавшаяся в алфавитах некоторых народов СССР во время латинизации, а также в качестве фонетического символа.

## Использование
Использовалась в итоговом варианте Единого северного алфавита, утверждённом в 1932 году, для саамского, селькупского, хантыйского, эвенкийского, эвенского, нанайского, удэгейского, чукотского, корякского и нивхского языков для обозначения звука [t͡ʃ], хотя в некоторых из этих языков на практике использовались несколько другие алфавиты. Также эта буква использовалась в латинизированном шугнанском алфавите (1931—1939) для обозначения звука [t͡s].
На данный момент используется для обозначения Кембрийского периода.

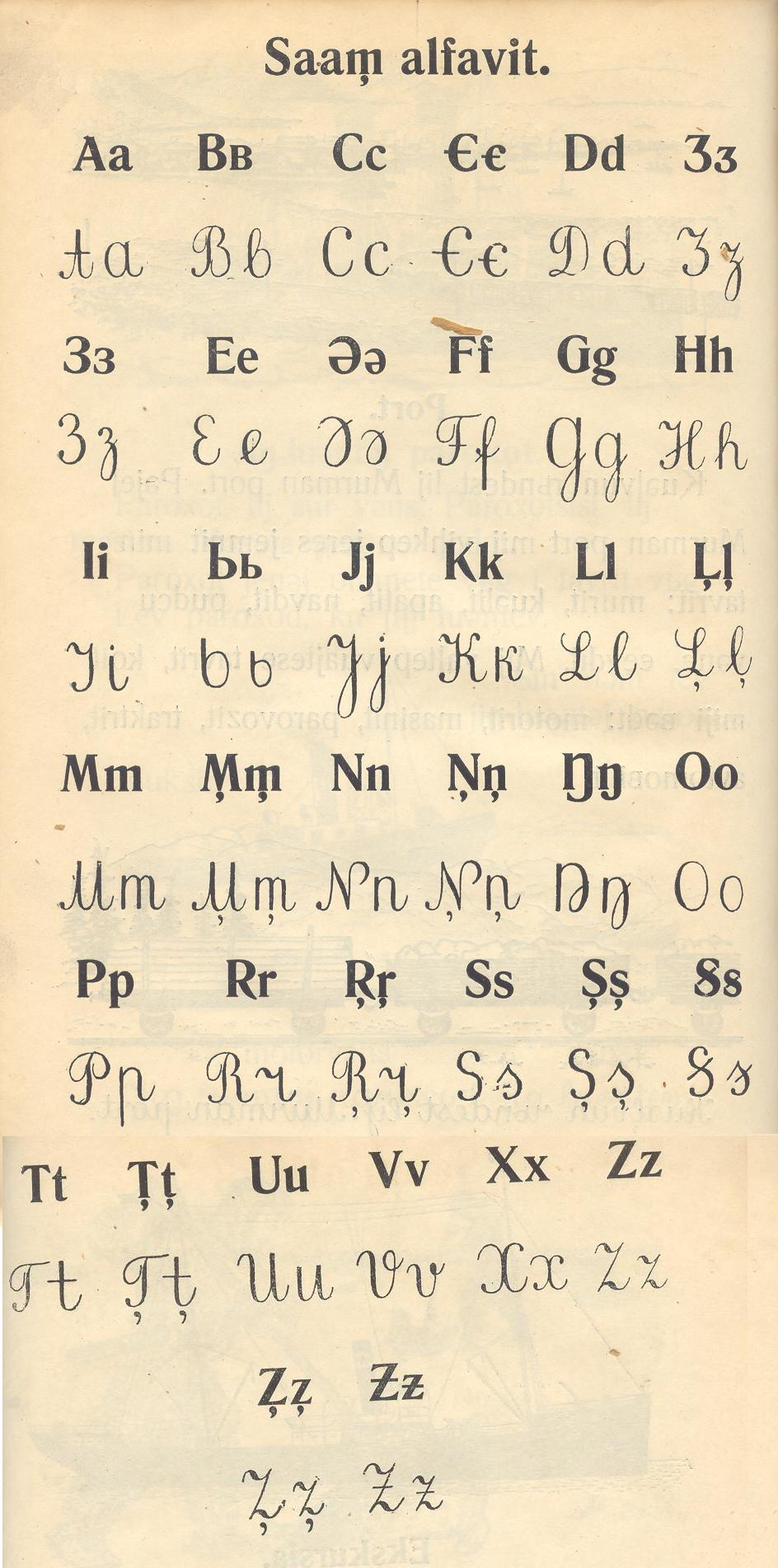
Алфавит саамского языка. Версия 1933 года
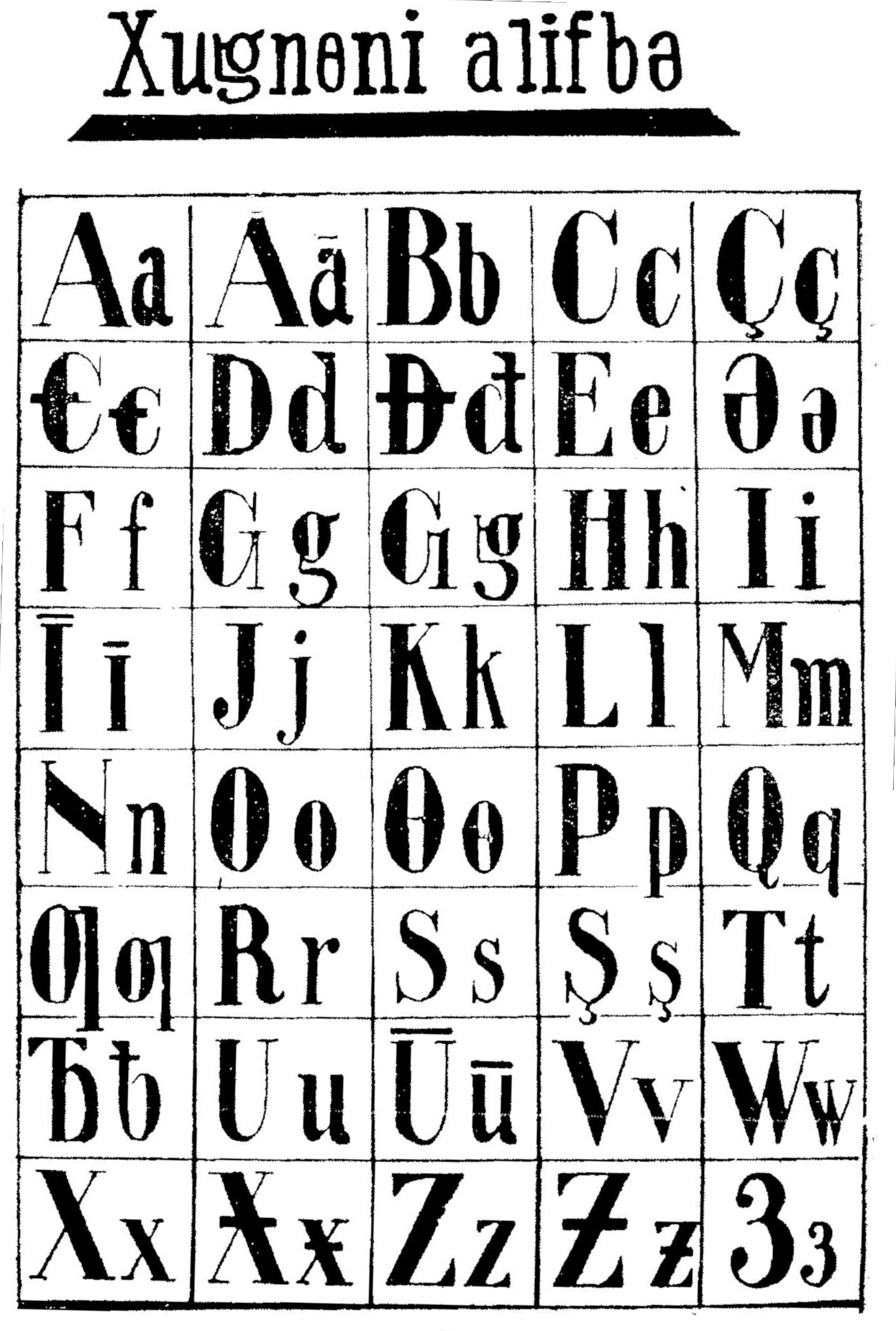
Алфавит шугнанского языка. Версия 1931 года